# Tommy Danielsson (Tischtennisspieler)
Tommy Danielsson (* 29. Januar 1959 in Sölvesborg) ist ein ehemaliger schwedischer, australischer und luxemburgischer Tischtennisspieler und -trainer. Er nahm an drei Weltmeisterschaften teil.

## Werdegang
Tommy Danielsson wurde 1959 in Schweden geboren. 1978 spielte er für Schweden bei der Europameisterschaft. Ende der 1970er Jahre heiratete er eine Australierin. Fortan spielte er international unter der Flagge Australiens, etwa bei den Weltmeisterschaften 1979, 1981 und 1987. Hierbei kam er jedoch nie in die Nähe von Medaillenrängen. 
Erfolgreich schnitt er bei den Ozeanienmeisterschaften ab. Hier erreichte er 1981 im Einzel das Endspiel, im Doppel holte er Gold. 1986 wurde er Ozeanienmeister im Einzel und mit der Mannschaft, im Doppel wurde er Zweiter. Zweimal nahm er am World Cup teil, nämlich 1984 in Kuala Lumpur und 1985 in Foshan.
1980 wechselte Tommy Danielsson vom schwedischen Verein BTK Sölvesborg in die deutsche Bundesliga zu TTC Plaza Altena. Hier blieb er bis 1982. Im Juli 1990 nahm er die deutsche Staatsbürgerschaft an, was seinen Einsatz bei deutschen Vereinen erleichterte, da es deren Ausländerkontingent schonte. Bis 1994 spielte er bei der Spvg Steinhagen, danach bei MTG Horst-Essen, dessen Herrenmannschaft am Ende der Saison 1994/95 Meister der 2. Bundesliga Nord wurde. 1996 wurde er vom Team Galaxis Lübeck verpflichtet. Auch dieser Mannschaft verhalf er 1997/98 zum Aufstieg in die 1. Bundesliga.
In den 1990er Jahren begann er parallel eine Trainertätigkeit. Ab August 1995 wirkte er als Nationaltrainer von Luxemburg, 1998 trainierte er die Mannschaft von Lübeck, spielte jedoch beim PSV Eutin.
2001 und 2002 wurde Tommy Danielsson deutscher Seniorenmeister in der Altersklasse Ü40.

## Privat
Tommy Danielsson war zunächst mit einer Australierin namens Karen verheiratet, mit ihr hat er drei Kinder. Karen Danielsson spielte ebenfalls Tischtennis, holte Silber bei den Ozeanienmeisterschaften 1982 im Doppel und war bei der Spvg Steinhagen und bei Team Galaxis Lübeck aktiv. Später heiratete Tommy Danielsson die aus China stammende luxemburgische Tischtennisnationalspielerin Ni Xialian.